# 加拉夫山脈

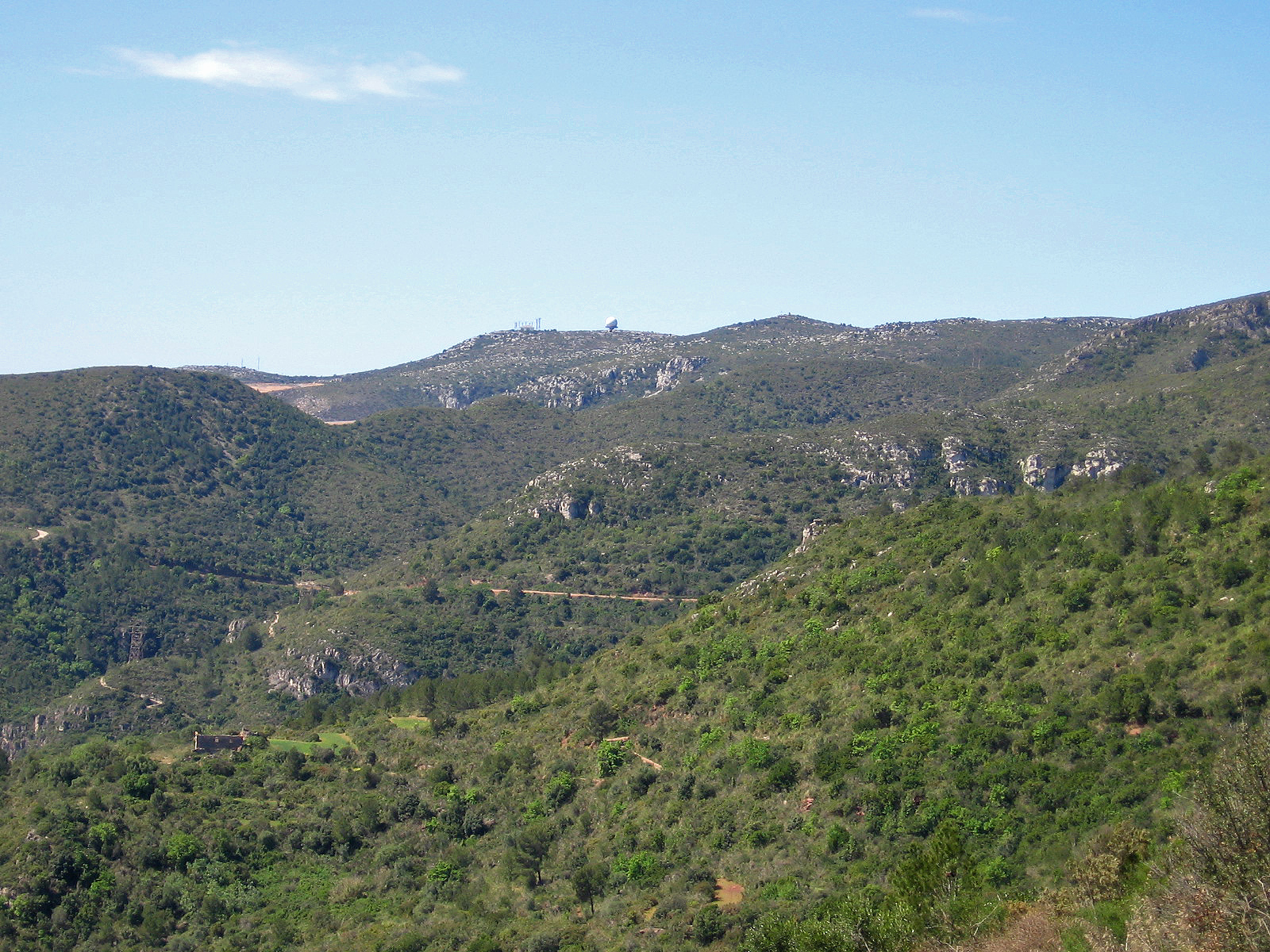

41°17′29″N 1°52′30″E / 41.29139°N 1.87500°E
加拉夫山脈，是西班牙的山脈，位於該國東北部加泰羅尼亞，屬於加泰羅尼亞海岸山脈的一部分，最高點是海拔高度657米的蒙陶山。